# هنری ویگلت
هنری ویگلت (انگلیسی: Henri Weigelt؛ زادهٔ ۱۷ ژانویهٔ ۱۹۹۸) بازیکن فوتبال اهل آلمان است.
از باشگاه‌هایی که در آن بازی کرده‌است می‌توان به آزد آلکمار اشاره کرد.